# Strukturální změny středověkého osídlení
Strukturální změny středověkého osídlení je pojem, který v sobě zahrnuje procesy a vývoj, kterými prošla evropská středověká sídliště v období mezi 12. stoletím a počátkem 14. století (v českých zemích 13.-14. století) i v souvislosti s velkou kolonizací. Těmito strukturálními změnami se zabývá historická disciplína dějiny středověkého osídlení.
Do 60. let 20. století mezi historiky panovala představa, že během velké kolonizace docházelo k rozšiřování raně středověkých sídlišť a samozřejmě vzniku nových osad v zemědělsky méně výhodných polohách nebo polohách, kde pro vytvoření polností byla nutná větší počáteční investice (vyklučení lesa), tj. mimo staré sídelní území. Do doby kolonizace v rámci raně středověkého osídlení nemělo docházet k žádným změnám.
Až historické a především archeologické pokusy zachytit tuto raně středověkou stabilní síť sídlišť ukázaly, že kolonizace 11.-14. století nejen rozšířila osídlenou eukumenu, ale došlo i k zásadní restrukturalizaci již dříve existujících sídlišť. 
Modelově se pro raný středověk začalo uvažovat o převažujícím tzv. disperzním typu sídlišť (jednotlivé usedlosti byly v rámci „katastru“ volně rozestavěny, bez jasných vztahů, a navíc se v rámci sídelní jednotky přesunovaly, nově vznikaly a zanikaly), resp. je doložena i existence kompaktního typu (sídliště zaujímalo sevřený a jasně organizovaný prostor). 
Během 13. a 14. století (pro některé oblasti se uvažuje už o konci 12. století) toto rozptýlené osídlení zmizelo, došlo k sídelní koncentraci. To znamená, že v rámci „katastru“ vznikla jedna okolo kostela soustředěná obec. Mimo jiné až v této době se pohřebiště přesunula k farním kostelům, což je dalším dokladem zásadních změn. Je to právě díky těmto přesunům, že dodnes některé románské či raně gotické kostely stojí zdánlivě úplně nelogicky mimo vlastní vesnické jádro často v polích nebo mezi loukami.
V písemných pramenech se tyto sídelní přesuny často projevují zmínkami o zaniklých vesnicích, resp. o vesnicích, u kterých existovaly snahy je znovu obnovit, a dále i posuny ve vlastních jménech sídlišť (např. často dvojené názvy (Tuklely zvané Havraň, Vysoká Lhota zvaná Vysoké Pole). Někdy z pramenů vyplývá jasná existence dvou sídlišť blízko sebe položených, pro které se užívá jen jedno jméno. 
Tato zjištění (a to nejen v české, resp. polské, maďarské historické a archeologické obci, ale především v rámci německého bádání) donutila úplně přehodnotit dosavadní teorie o dynamice středověké společnosti. Nově se začal prosazovat názor, že středověké osídlení není možné v žádné době chápat jako ustálené, ale že sídlištní síť procházela kontinuálním vývojem (tj. neustálý vznik, posun, zánik osad), i když v některých obdobích tyto změny mohly být intenzivnější než jindy). 